# Инјекција (медицина)
Инјекција (неправилно ињекција, инекција) начин је инфузивног уноса течности у тело, обично шприцом и шупљом иглом којом се пробада кожа до одговарајуће дубине довољне да се лековити или други материјал за третман убризга на жељено место у телу. Инјекција прати парентерални пут администрације; то значи да је примена неким путем осим дигестивног тракта. Пошто процес инхерентно укључује малу рану пункције на телу (с различитим степенима бола у зависности од типа инјекције и локације, типа медикације, ширине отвора игле и вештине индивидуалца који обавља захват), страх од игала је честа фобија.
Постоји неколико метода инјекције или инфузије који се примењују код људи, укључујући интрадермалну, субкутану, интрамускуларну, интравенозну, интракоштану, интраперитонеалну, интратекалну, епидуралну, интракардијалну, интраартикуларну, интракавернозну и интравитреалну. Глодари који се користе за истраживања најчешће бивају подвргнути интрацеребралној, интрацеребровентрикуларној или интрапорталној инјекцији, поред поменутих. Дуготрајно делујуће форме поткожних/интрамишићних инјекција доступне су за различите лекове и зову се депо инјекције.
Инјекције спадају међу најчешће процедуре у здравственој нези, с најмање 16 милијарди датих инјекција у мање развијеним и транзицијским земљама сваке године; према једној студији, број смртних случајева услед несигурних инјекција износи око 1,3 милиона годишње. Око 95% инјекција се даје као део куративне неге, 3% за сврхе имунизације (нпр. вакцине), а остатак у остале намене као што је трансфузија крви.
У неким случајевима, термин инјекција се користи синонимно с термином инокулација — чак и у истој болници неки радници их могу разликовати а неки не. Ово не би требало да изазове забуну; фокус је на ономе шта се инјектира/инокулира, не на терминологији процедуре. Такође, реч инјекција веома често означава течност или бочицу/посуду односно лек који се даје уместо саме процедуре.